# Fredonia (Arizona)
Fredonia és un poble dels Estats Units a l'estat d'Arizona. Segons el cens del 2007 tenia 1.096 habitants.

## Demografia
Segons el cens del 2000, Fredonia tenia 1.036 habitants, 359 habitatges, i 287 famílies La densitat de població era de 54 habitants/km².
Dels 359 habitatges en un 37,9% hi vivien nens de menys de 18 anys, en un 65,5% hi vivien parelles casades, en un 10% dones solteres, i en un 19,8% no eren unitats familiars. En el 15,9% dels habitatges hi vivien persones soles el 5,3% de les quals corresponia a persones de 65 anys o més que vivien soles. El nombre mitjà de persones vivint en cada habitatge era de 2,89 i el nombre mitjà de persones que vivien en cada família era de 3,25.
Per edats la població es repartia de la següent manera: un 32,3% tenia menys de 18 anys, un 6,2% entre 18 i 24, un 27,7% entre 25 i 44, un 22,7% de 45 a 60 i un 11,1% 65 anys o més.
L'edat mediana era de 35 anys. Per cada 100 dones de 18 o més anys hi havia 98 homes.
La renda mediana per habitatge era de 30.288 $ i la renda mediana per família de 30.913 $. Els homes tenien una renda mediana de 24.904 $ mentre que les dones 19.554 $. La renda per capita de la població era de 13.309 $. Aproximadament el 12,3% de les famílies i el 15% de la població estaven per davall del llindar de pobresa.

## Poblacions més properes
El següent diagrama mostra les poblacions més properes.